# 松村涼哉
松村 涼哉（まつむら りょうや、1993年 - ）は、日本のライトノベル作家。静岡県浜松市生まれ。

## 経歴・人物
名古屋大学卒業。名古屋大学文芸サークルOB。11歳で書いた原稿用紙20枚程度のファンタジー小説が、初めて書いた物語であった。小説を書き始めたきっかけについては、「家から歩いていける範囲に図書館があって、そこで岡田淳さんや斎藤惇夫さんの児童文学に夢中になっていたのが記憶にあります。多分どこかで自分も書いてみようという気持ちになったんでしょうね」と述べている。2013年9月、19歳で投稿した「一万分の一の羊飼い」が、第93回オール讀物新人賞の最終候補となるが、森絵都以外の選考委員から推されることなく落選。2015年10月、投稿作「ただ、それだけで良かったんです」が第22回電撃小説大賞で《大賞》を受賞し、同作を改稿・改題した『ただ、それだけでよかったんです』で、大学在学中に作家デビューした。

## 作品リスト

### 単行本
- ただ、それだけでよかったんです（電撃文庫、2016年2月 / 【完全版】、メディアワークス文庫、2023年12月）
- おはよう、愚か者。おやすみ、ボクの世界（電撃文庫、2016年9月）
- 1パーセントの教室（電撃文庫、2017年12月）
- 1パーセントの教室 2 （電撃文庫、2018年5月）
- 15歳のテロリスト（メディアワークス文庫、2019年3月）
- 僕が僕をやめる日（メディアワークス文庫、2019年11月）
- 監獄に生きる君たちへ（メディアワークス文庫、2020年12月）
- 犯人は僕だけが知っている（メディアワークス文庫、2021年12月）
- 暗闇の非行少年たち（メディアワークス文庫、2022年12月）

### アンソロジー収録作品
「」内が松村涼哉の作品。
- 君に贈る15ページ（メディアワークス文庫、2024年12月）「息継ぎもできない夜に」

### 雑誌等掲載作品
小説
- 「ただ、それだけでよかったんです」（抄録） - 『まるごと1冊 第22回 電撃小説大賞受賞作』（KADOKAWA[7]）
- 「少年Sの幸福」 - 書店配布用『ただ、それだけでよかったんです』リーフレット（KADOKAWA、2016年2月10日配布）
- 「1パーセントの教室 #番外編 キミの暗号は解けない」 - 『電撃文庫MAGAZINE』2018年3月号（KADOKAWA）

エッセイなど
- 「受賞者に5つの質問」 - 『電撃文庫MAGAZINE』2016年1月号（KADOKAWA）
- 「受賞者に一問一答!」 - 『まるごと1冊 第22回 電撃小説大賞受賞作』（KADOKAWA）
- 「あぁ、青春の恥ページ」 - 『別冊文藝春秋』2017年7月号（文藝春秋）
- 「著者・松村涼哉が贈る『1パーセントの教室』取説書」 - 『電撃文庫MAGAZINE』2018年5月号（KADOKAWA）
- 「インタビュー」 - 『月刊ニュータイプ』2019年6月号（KADOKAWA）
- 「『監獄に生きる君たちへ』著者インタビュー」 - 『潮』2021年3月号（潮出版社）
- 「「暗闇の非行少年たち」松村涼哉さんインタビュー 更生への希望、小説に込めて」(土佐有明・文) - 「好書好日」2023年2月3日配信（朝日新聞出版）
- 「ほんの裏ばなし」 - 『中日新聞』2023年3月25日夕刊（中日新聞社）